# Stanisław Korneluk
Stanisław Korneluk (ur. 1 stycznia 1952 w Jabłecznej) – polski lekkoatleta chodziarz, mistrz Polski.
Specjalizował się w chodzie na 50 kilometrów, chociaż startował również z powodzeniem w chodzie na 20 kilometrów. Był mistrzem Polski w chodzie na 50 kilometrów w 1974, wicemistrzem na tym dystansie w 1973 i 1976, a także brązowym medalistą w chodzie na 20 kilometrów w 1974 oraz w chodzie na 50 kilometrów w 1980.
Wystąpił w Pucharze Świata w Chodzie w 1973 w Lugano w chodzie na 50 kilometrów, zajmując 26. miejsce. W Pucharze Świata w 1979 w Eschborn nie ukończył chodu na 50 kilometrów, w Pucharze Świata w 1981 w Walencji zajął na tym dystansie 39. miejsce, a w Pucharze Świata w 1983 w Bergen – 35. miejsce.
W latach 1972–1974 wystąpił w dwóch meczach reprezentacji Polski w chodzie na 20 kilometrów, bez zwycięstw indywidualych.
Rekordy życiowe Korneluka:
- chód na 20 000 metrów (bieżnia) – 1:36:55,2 (21 września 1974, Kraków)[5]
- chód na 20 kilometrów (szosa) – 1:29:25,0 (18 lipca 1974, Warszawa)[6][7]
- chód na 50 kilometrów (szosa) – 4:04:05 (24 kwietnia 1983, Szczecin)[8][7]

Był zawodnikiem Floty Gdynia. Obecnie mieszka w Szklarskiej Porębie.